# وقتی شب بر بخارست سایه می‌اندازد یا متابولیسم
وقتی شب بر بخارست سایه می‌اندازد یا متابولیسم (رومانیایی: Când se lasă seara peste București sau Metabolism) یک فیلم درام به کارگردانی کورنلیو پورومبویو است که در سال ۲۰۱۳ منتشر شد. از بازیگران آن می‌توان به بوگدان دومیتراکه و الکساندرو پاپودوپُل اشاره نمود. این فیلم علاوه بر جشنواره لوکارنو در سی و هشتمین دورهٔ جشنواره بین‌المللی فیلم تورنتو در سال ۲۰۱۳ به نمایش درآمد.